# Aiba (Slovenia)
Aiba (in sloveno Ajba) è un centro abitato della Slovenia, frazione del comune di Canale d'Isonzo.

## Storia
Il centro abitato apparteneva storicamente alla Contea di Gorizia e Gradisca, come comune autonomo; era noto sia con il toponimo italiano di Aiba e sia con quello sloveno di Ajba.
Durante la prima guerra mondiale fu teatro dell'Undicesima battaglia dell'Isonzo.
Dopo la prima guerra mondiale passò, come tutta la Venezia Giulia, al Regno d'Italia; e il comune venne inserito nel circondario di Gorizia della provincia del Friuli. Come già in epoca asburgica, comprendeva le frazioni di Necovo (Nekovo), Cambresco (Kambreško), Podravano/Potrauna (Pod Ravno), Sredgna di Aiba/Villa di Mezzo (Srednje) e Costagnevizza/Castagnevizza (Kostanjevica). Nel 1927 passò alla nuova provincia di Gorizia.
Nel 1928 il comune di Aiba venne soppresso e aggregato a quello di Canale d'Isonzo.
Dopo la seconda guerra mondiale il territorio passò alla Jugoslavia; attualmente Aiba (tornata ufficialmente Ajba) è frazione del comune di Canale d'Isonzo.